# Berta Bojetu
Berta Bojetu Boeta (Maribor, 8 de febrero de 1946 – Liubliana, 16 de marzo de 1997) fue una escritora, poeta, y actriz eslovena.

## Biografía
Nacida en Maribor, sus padres fueron Berta Oberčkal y Manuel Boeta Rafanell, catalán. El apellido Bojetu es fruto de un error en la inscripción de Berta, cuando su padre ya había desaparecido. Luego de terminar el colegio secundario en Maribor, estudió Lenguas y Literaturas Eslavas en la Facultad de Educación de la Universidad de Liubliana, y, luego de ejercer la docencia durante algunos años, estudió en la Academia de artes dramáticas, radio, cine y televisión (AGRFT, por sus siglas en esloveno) en Liubliana. A los 19 años tuvo a su primera hija Apolonija Bojetu, fruto de su matrimonio con Viktor Trbovšek. De su segundo matrimonio, con Zmago Jelinčič, nació en 1973 Klemen Jelinčič Boeta, historiador, traductor y poeta. Trabajó en el Teatro de Marionetas de Liubliana (Lutkovno Gledališče Ljubljana) durante 15 años y fue una de las fundadoras del grupo de teatro Koreodrama. Además de su trabajo en teatro, participó como actriz en las películas Prestop (Pasaje) (1980), Ljubezen (El amor) (1984), Ovni in mamuti (Carneros y mamuts) (1985), Veter v mreži (El viento en la red) (1989) in Ko zaprem oči (Cuando cierro los ojos) (1993). Falleció en Liubliana en 1997.
En 2002 se organizó un simposio internacional en Maribor sobre el trabajo de Bojetu. Las ponencias presentadas en el simposio se publicaron en 2004.

## Premios
- 1996: recibió el Premio Kresnik por su novela Ptičja hiša (Casa del pájaro).[3]

## Obra

### Algunas publicaciones
- Žabon, poesía, (1979)
- Besede iz hiše Karlstein (Palabras de la casa Karlstein), poesía, (1988)
- Filio ni doma (Filio no está en casa) novela, (1980)[4]
- Ptičja hiša (Casa del pájaros) novela, (1995)
- Gremo k babici – Osama (Vamos a lo de la abuela - Osama) (1995)[5]